# Galej
En galej er et krigsskib med både årer og master/sejl, hvilket gjorde det let at manøvrere, fx i smalle farvande og under vindstille og i modvind.
At være rorkarl på en galej var meget hårdt og tilkom ofte slaver og straffefanger.

## Galej i antikken
De antikke græske galejer var bemandet med frie borgere.
Eksempler på galejer i antikken:
- Birem
- Trirem
- Polyrem
- Pentekonter